# Tathodelta purpurascens
Tathodelta purpurascens là một loài bướm đêm trong họ Noctuidae.